# Telephanus bipunctatus
Telephanus bipunctatus es una especie de coleóptero de la familia Silvanidae.

## Distribución geográfica
Habita en Cuba.